# D・N・A² 〜何処かで失くしたあいつのアイツ〜
『D・N・A2 〜何処かで失くしたあいつのアイツ〜』（ディーエヌエーツー どこかでなくしたあいつのアイツ）は、桂正和による日本の漫画、およびそれを原作としたメディアミックス作品。

## 概要
『週刊少年ジャンプ』（集英社）にて、1993年36・37合併号から1994年29号まで全42話が連載された。桂にとって『Vジャンプ』（集英社）での『SHADOW LADY』に続く6作目の連載作品となる。単行本はジャンプ・コミックス全5巻、集英社文庫版全3巻が刊行された。
連載期間は10か月弱と短期間ながら、テレビアニメ化とOVA化が行われた。さらに金田龍を監督に実写映画化する計画もあったが、頓挫している。実写映画化は実現しなかったものの、カプセル兵団による舞台化が行われた。作者はトレンディドラマ風に仕上げるつもりだったが、掲載誌の読者年齢層や、アンケートシステムの影響で、サイキック能力を用いたバトル要素を取り入れた。
連載開始時、鳥山明が「変身しろ」とか「金髪にしたらどうだ？」と勧め、桂は「ドラゴンボールになっちゃうからさすがにまずい」と思ったが、鳥山が「わかりゃーしないよー」と力強く勧めたため受け入れた。しかし、鳥山のファンから猛抗議の「パクってんじゃねーよ！」という手紙が来たので、桂は「痛い目にあった」、「本家の鳥山明に言われたんだっつーの(笑)」と後に対談で語っている。

## あらすじ
DNAが人に無意識の行動指令を与えることが解明され、DNAの書き換えによって人の行動を制御する技術が確立された、63年後の未来。63年後の未来は人口増加により、子供を2人以上作ったら死刑という法律が作られるほどの人口過密に悩まされていた。そんな時代に、女性を虜にするDNAの持ち主メガプレイボーイ（以下、メガプレ）が法の隙間をすり抜ける形で100人以上の女性相手に1人ずつ子供を残していることが発覚する。メガプレDNAを受け継いだ子孫たちにより人口増加に拍車がかかることを危惧した政府は、メガプレの存在を未然のうちに無かったこととすることを決定。“DNAオペレーター”葵かりんを過去の時代に派遣し、最初のメガプレDNAの持ち主である男のDNAを書き換えることにした。
しかし、その男である桃生純太は、女にモテず、さえない、おおよそメガプレとはほど遠い人間だった。かりんは予定通りに仕事を果たしたはずだったが、実はDNAを書き換える弾（DCM弾）を取り違えており、純太はメガプレに覚醒する片鱗を見せ始める。
純太のことが気になる幼馴染栗本亜美、学園のアイドル佐伯倫子、倫子の彼氏菅下竜二、亜美の親友高梨ことみを巻き込んでいくことになる。

## 登場人物
声はアニメの声優。
桃生 純太（ももなり じゅんた）
声 - 難波圭一
私立歩駒（ふこま）高校に通う16歳。実家は時計店を営んでいる。血液型はO型。
後にメガプレイボーイ(以下メガプレと記述)と呼ばれる男であり、かりんの未来では100人以上の子供を作った大迷惑者として扱われている。しかし、それは覚醒後の話で、現在では女の裸やそれに近いもの（水着やレオタード）を見ると嘔吐してしまう女性アレルギーという特異体質に悩まされている。
基本的には善人である。一度は敵わないと諦めていたが不良に脱がされ続ける倫子を見て、倫子を助ける為不良に立ち向かったり、ことみが二人組の男に襲われ後に制裁を加え、同じ様な特異体質で悩んでいることみの体質改善の協力もしたりした。亜美の気持ちには少しも気づいていないが、心の底では気に掛けて大切に思っている。
葵 かりん（あおい かりん）
声 - 冨永み〜な
未来から来たDNAオペレーター。
懸命に強く明るく生きているが、その生い立ちは不幸に尽きる。3歳で親に捨てられたため、可愛いペット付きのスイートスイートホームと素敵なダンナ様に憧れる。興味があるものに色々手を出すも、何をやっても一人前とはいえず、そこを森に付け込まれる。しかし、体術に関してはかなりの腕で、そこいらの不良ぐらいでは相手にならない。
純太と倫子を引き離すために竜二をけしかる作戦を立てるも、竜二はチンピラを雇い作戦は失敗してしまう。チンピラ達が予想以上に暴れたため、倫子は人前で服を脱がされ、純太や助けに入った亜美は暴力を振るわれ、散々な結果になってしまう。
純太に一目惚れされ、また、自分も純太に惚れるがそれは全てDCM弾による効果だと思い（本当は本人たちの純粋な気持ち）、自分の気持ちと任務との間で苦悩する。最終的に亜美のことと未来に与える影響を考え、純太の記憶とメガプレのDNAを消し、未来に帰る。
名字の葵は「青い（=未熟な）カリン」に由来してかりんが未熟者であることを示しており、『ウイングマン』に登場する同名のあおいとは無関係。
実写映画化の企画段階の設定ではクローン人間ということになっている。
佐伯 倫子（さえき ともこ）
声 - 林原めぐみ
私立歩駒高校に通う16歳。黒髪のロングヘアー。竜二が他の女と遊ぶことへの当てつけとして純太をからかうが、メガプレに覚醒しつつある純太に逆に引き付けられ惚れてしまい、そのことが後に大きなトラブルを生むことになる。試着室に純太を連れ込み迫ったり、ネックレスを返してほしい純太に対して下着の色を確かめされる等大胆な行動をとる。竜二の雇ったチンピラに捕まり、服を破られた後タンクトップを捲られ、ホットパンツのチャックを下ろされるも、純太に助けられる。結婚相手にしか裸をみせないと純太に言っておりチンピラにタンクトップを捲くられた際には顔が真っ赤になりホットパンツのチャックを下ろされそうになった際には涙目で叫ぶ。試着室で純太に迫った際に、純太に嘔吐され穿いていた下着をだめにされ、スカートの中は代わりにホットパンツを穿いていた。その為、不良にホットパンツのボタンを空けられた時やチャックを下ろされたときはダメーと叫ぶ状況になってしまった。一瞬胸が露出したり、ノーパンでチャックを下ろされてしまうも、結果的には裸にならずに済んだ。
性格は決して良いとは言えないが、自分を不良から助けようとした亜美にはお礼としてネックレスを譲った。
アニメでは不良に捕まり制服を破られ、下着姿にされてしまう。ブラジャー取られないように抵抗する。しかし、今度はパンツを脱がされそうになる。亜美の助けが入るまで、不良は倫子のパンツから手を離す事はなく、倫子は涙を流しながらも、必死にパンツを脱がされないように抵抗する事になってしまう。ことみが倫子をミス歩駒だと言っている。純太と竜二の間で揺れ動き、一度は竜二に訣別を告げるものの、純太との戦いで傷ついた孤独な竜二を放っておけず、結果的によりを戻した。
栗本 亜美（くりもと あみ）
声 - 笠原弘子
純太の幼馴染。私立歩駒高校に通う16歳。茶髪のショートヘアー。家は向かい側で蕎麦屋「栗乃庵」を営んでいる。
純太のことが好きで気に掛けているのだが、長年幼馴染であること、また、自分を女として見てくれない純太に対し、気持ちを素直に打ち明けられず世話焼き女房に徹してしまっている。作中唯一メガプレのDNAに対し免疫を持っており、変身後の純太を毛嫌いする。ちなみに目は奥二重。
後のインタビューで作者のお気に入りキャラクターとして挙げられている。
高梨 ことみ（たかなし ことみ）
声 - 椎名へきる
亜美の親友。私立歩駒高校に通う16歳。黒髪のツインテールだったが髪を切りショートヘアーになる。新体操部所属。
緊張するとおならをしてしまうという特異体質（過敏性腸症候群ガス型）に悩ませられている。メガプレに非常に弱い体質で、メガプレ状態で戦う純太を見て以来、彼に惚れてしまう。純太に気に入られるためにイメチェンをし、いきなり印象が変わる。
特異体質を直すために純太と特訓をするが、純太はあくまでもことみの体質改善だけを目的として相手をしてくれていると分かり、自分から身を引き、亜美に純太を譲る。
菅下 竜二（すがした りゅうじ）
声 - 子安武人
容姿端麗、金持ち、しかし、性格は女ったらしというプレイボーイ。
倫子の彼氏だが、倫子の体には一度も触れていないといっており肉体関係はなかった様である。 自身の雇ったチンピラが倫子の服を破いた時には慌てた様子をみせるも、倫子がタンクトップを捲られそうになると倫子の胸が見れる事に喜んでいた。亜美が下着の見えている状態で座っているのをみてこういうタイプを食うのもいいと考えていた。
メガプレの影響で竜二の本命である倫子が純太に惚れてしまい、復讐に走る。最初は金の力でチンピラを雇ったりしていたが、かりんに誤ってDCM弾を撃ち込まれ、サイキック能力に目覚めた。変身能力を使い、純太になり、亜美を体育館に呼び出し襲った。倫子の家に行き、倫子のパジャマを破り、抱きついた。そしてサイキック能力を用いて純太に戦いを挑む。かりん曰く究極のサイキックウェポンである「サイコジャケット」を使うことができ、力に関しては純太を凌駕する。しかし、歪んだ人格は冷えた家族関係や金目当ての男女関係による、愛情を与えられなかった孤独さに起因している。DCM弾の影響で精神面にも変化が現れ始め、優しさと純粋な愛情に目覚める。そうした変容を読んだ純太により、敢えて倫子を危険にさらす策により倒された。
その後、療養中に倫子とよりを戻すことになった模様。
染屋 垣麿（そめや かきまろ）・市川 一期（いちかわ いちご）
声 - 岩田光央 / 菊池英博
共に純太の友達で原作ではほとんど出番がない。TV版では少し増える。
三兄弟（さんきょうだい）
竜二に雇われた三人組のチンピラ。モヒカンの男、大男、バンダナをまいた男。かりんと互角に戦える力を持っている。純太と倫子のデートを妨害する。大男は倫子を持ち上げ、スカートと捲り上げる。しかし、中がホットパンツだったことに怒り、倫子を投げ飛ばす。竜二の思惑では純太を痛めつけるつもりだったが、倫子にも手を出してしまう。竜二では逆らえないらしく、モヒカンの男は倫子を捕まえサービスと称し人前で倫子の服を切り裂いた。倫子が抵抗するも、タンクトップをめくり上げる。かりんに止められるが、倫子を人質にかりんが手を出せない状況にする。さらに倫子のスカートを破り、ホットパンツも下ろそうとする。倫子が下着を穿いていないことがわかるも、下ろし続ける。ギリギリの所で亜美に邪魔され、亜美を殴る。これがきっかけで純太が覚醒し、純太に倫子は助けられ、敗れてしまう。
アニメでは状況は異なりかりんとの戦闘はない。純太が痛めつけられているのを止めに入った倫子をモヒカンの男が捕まえる。倫子の制服を破り、ブラジャーを剥ぎ取ろうとする。抵抗する倫子に対して、今度はスカートを切り裂き、パンツを下ろそうとする。泣き叫ぶ倫子をみた純太が立ち向かうも蹴りで止め、パンツを下ろそうとし続ける。その後は原作と同じ流れになる。
岩崎 魔子（いわさき まこ）・岩崎 魔人（いわさき まこと）
魔子はことみと新体操でのドイツ留学を競うライバル。実力はあるが陰険な性格のため、兄の魔人に依頼してことみの邪魔をしようとする。
魔人は魔子の兄でサイキック能力者。ことみを襲った2人組から純太がサイキック能力を持っていることを知り興味を持つ。
地区予選大会当日に純太を拉致していたぶるも、メガプレに目覚めた純太に瞬時に倒される。
共に原作だけでアニメには登場しない。
おはる
声 - 山田栄子
かりんのタイムマシーンのコンピューター。非常に優秀な様で聞かれた質問には正確に答えている。
コンピューターに名前があり、人格のようなものが見受けられるのはアニメだけの設定。
横森（よこもり）
声 - 大林隆之介
かりんの上司。時空通信によって未来からかりんに指示を与える。
森（もり）
声 - 筈見純
事件の黒幕であり、環境庁所属。かりんが持っていくはずだったDCM弾をすり換えた張本人。
桃生純太とその子孫のDNAを自分の思いどおりに操れるサイキックソルジャーに変えて、自分の住みやすい世界を作ろうとした。
戦いに敗れた後は全ての悪事が発覚し横森たちに追い詰められるが、高笑いと共に自ら銃で自害するという壮絶な最期を迎える。
川崎 るらら（かわさき るらら）
声 - 玉川紗己子
デビル純太と呼ばれる森に操られている状態の純太の最後の子供。正史では100人目の子供であったが、ジュンが生まれたために101人目の子供となる。兄弟達の中で、自分だけ子供がいないことに焦りを感じている。
高いサイキック能力を持ち、正史では生まれないはずのジュンに対抗するため、実の父である純太と子供を作りに来たが、純太がメガプレのDNAを自分の物にしたため彼女の存在自体も消えた。
アニメでは上記の設定とは違い、単に森に洗脳されている純太の子孫になっている。最後はかりんの必死の説得により洗脳が解け善人に戻る。また、100年後の未来から来たことになっているため、純太は父ではなくお爺ちゃんという位置付け。
桃生 ジュン（ももなり ジュン）
かりんと純太の子供。森によってかりんが現在に送り込まれたために生まれることになった、正史では存在しなかった子供。
デビル純太になった後にくすぶっていた元の純太の人格と、かりんとの間に生まれたため森の操り人形にはなっていない。非常に高いサイキック能力を誇り、その力を使って森達に抵抗していた。森によると、サイキック能力を持つ兄弟達を1人で全滅できるほどの実力者。
岩崎兄妹と同じく、原作だけでアニメには登場しない。

## 用語
メガプレイボーイ（メガプレ）
その場にいるだけでほぼ全て女性を魅了し虜にするほどの「超」プレイボーイ。覚醒するまでその能力を発揮できない。
非覚醒状態から徐々に覚醒状態へと移行するものらしく、また能力に覚醒すると人格も変化する様子。
DCM（Dna Clinic Medical）弾
DNAを変化させる弾で、撃ち込まれるとしばらく仮死状態になるが、すぐに起き上がる。またDCM弾を撃ち込まれた前後の記憶が曖昧になる様子。
同じDCM弾でも撃ち込んだ相手（のDNA）によって効果が変わり、誤った人物にDCM弾を撃ち込むと、想定されていない変化が起きることもある。
サービス
レストランで不良が倫子に対して言った言葉。大勢の人前で服を脱がすという意味。抵抗する倫子だったが不良の力にはかなわず、倫子が下着を穿いていない事もあり熾烈を極めた。
キラキラ純太
メガプレDNAに不完全に覚醒した純太。ノーマル純太の記憶と人格を持ちつつも、女性に対して無意識にメガプレの人格と能力を発揮し女性を簡単にメロメロにできる。
この状態では純太は女性アレルギーにならない。身体能力も高く、チンピラに捕まっていた倫子を一瞬で救出した。加えて本来のメガプレが持っていなかったはずのサイキック能力をも駆使するが、性格面は純粋で善人である元の純太と比べ、成算があったとはいえ無力な倫子を危険に晒すことも躊躇わないなど打算的な面があり、メガプレ能力に免疫を持つ亜美からは嫌悪される。
外見は、髪が逆立ちキラキラ発光する等、同時期に連載していた鳥山明の「ドラゴンボール」の超サイヤ人形態に酷似しているが、これは桂の友人である鳥山自身のアドバイスによる。「パワーアップさせるなら髪を逆立ててキラキラさせないと。」との助言に桂は内心（それじゃまるで『超サイヤ人』じゃないですか）と突っ込みながら描いたところ、案の定ドラゴンボールファンの読者から「バカにするな！」「マネするな！」と抗議が寄せられたという。
メガプレ純太
メガプレDNAに完全覚醒した純太。かりんがいた元々の未来では、21歳で純太はこれに覚醒し、100人の女性と関係をもちフラフラと生きたらしい。それぞれの女性に一人ずつ子供を残している。
デビル純太
森が用意したDCM弾を撃ち込まれた状態でメガプレに完全覚醒した純太。メガプレ能力のほかに、サイキック能力と森の従順な下僕となる邪悪な人格を持つ（本来のメガプレ純太はメガプレ能力のみで、サイキック能力や森の下僕となる人格はない）。
メガプレ能力とサイキック能力、森の下僕となる人格は、100人の子供たちにも遺伝している。
シーゾーン
倫子が純太を誘ったレストラン。2階建てで1階には水槽が多数置いてあり、亜美もことみに対して高そうと言っている。純太が覚醒した際に水槽が壊れるも、竜二の父親が資金を援助しているため、問題にならなかった。
スーパーソニックアタック
竜二が編み出した、テレポートを応用した必殺技。テレポートの速度を半分に抑え、粒子化した自分自身で相手の身体を突き抜けることで全身に大ダメージを与える。しかし同様にテレポートを使える純太にやり返されてしまった。
変身
DCM弾を撃ち込まれた竜二が獲得した能力の一つ。純太に化けて亜美を襲うことで陥れようと画策するが、精神的変容の影響で完全には果たせなかった。
メガプレキャノン
テレキネシスの強化技。圧縮したサイキックエネルギーを光弾として放つ。
DNA吸収
DCM弾を撃ち込まれた竜二が獲得した能力の一つ。相手に触れることで、DNAに由来する能力を吸収する。
純太のサイキック能力を我がものとした他、変身と組み合わせることで子分にしたチンピラたちの身体能力を駆使するキメラのような姿も見せた。吸収容量には限度がある模様で、乱心して無差別の大量吸収に及んだ際には吐血して苦悶していた。
サイコジャケット
追い詰められた竜二が奥の手として使用し、かりんを戦慄せしめた、「究極のサイキックウェポン」。膨大なサイキックエネルギーを物質化させ装甲外骨格として全身を覆ったもの。
竜二は従来と同じ変身であると誤解しており、使用者は完全に自己の肉体の一部として扱うことができる。不定形であり、腕を伸ばして攻撃に用いる他、当人の意思や心理状態を反映した姿をとり、竜二は「人外の強大な力」を求めて悪魔をイメージした姿になったが、変容中途の不安定な精神を反映し、しばしば天使を思わせる形相にも変化した。

## アニメ
テレビアニメは、1994年10月7日から12月23日まで日本テレビにて放送された。制作はマッドハウスとスタジオディーンが担当した。全12話。ステレオ放送。
放送終了後には、映像ソフト化に伴いオリジナルエピソード3話を追加したOVAが制作され、1995年にバンダイビジュアルより発売された。映像ソフトはVHS・LDそれぞれ全5巻（3話収録で奇数巻にOVAが1話ずつ収録された）。
2013年、アニメ化20年を記念してDVD・BD化されることになった（2014年1月29日発売）。
またオープニング・エンディングテーマは、ブレイク前であるL'Arc〜en〜Cielとシャ乱Qが初のアニメタイアップとして使用された。
原作ではダメ純太とメガプレ純太の2人の対決が重要なテーマに位置付けられていたが、アニメ本編では2人の直接対決が実現せず、オープニングの一部にその名残が見られるだけとなった。

### スタッフ
- 原作 - 桂正和、スタジオK2R[10]
- 監督 - 坂田純一[10]
- シリーズ構成・脚本 - 浦畑達彦[7]
- 設定 - 小寺勝之[7]
- キャラクターデザイン - 髙橋久美子[10]
- メカニックデザイン - 小池健[10]
- 美術監督 - 海野よしみ[10]
- 色彩設計 - 秋山久美、三笠修
- 撮影監督 - 沖野雅英、山口仁[10]
- 録音監督 - 斯波重治[10]
- 音楽 - 高野ふじお[10]
- 企画 - 落合茂一[10]
- プロデューサー - 前田伸一郎、岡田洋、丸山正雄、長谷川洋[7]
- アニメーション制作 - マッドハウス、スタジオディーン[10]
- 製作 - パオハウス[10]

### 主題歌
オープニングテーマ「Blurry Eyes」
作詞 - hyde / 作曲 - tetsuya / 編曲・歌 - L'Arc〜en〜Ciel
エンディングテーマ「シングルベッド」
作詞 - つんく / 作曲 - はたけ / 編曲 - 鳥山雄司、シャ乱Q / 歌 - シャ乱Q

### 各話リスト
| 話数           | サブタイトル             | 絵コンテ        | 演出           | 作画監督       | 放送日         |
| テレビシリーズ | テレビシリーズ           | テレビシリーズ  | テレビシリーズ | テレビシリーズ | テレビシリーズ |
| -------------- | ------------------------ | --------------- | -------------- | -------------- | -------------- |
| 1              | 未来からの少女 かりん    | 福冨博          | うえだしげる   | 北尾勝         | 1994年 10月7日 |
| 2              | メガプレ誕生! 純太       | 菊池一仁        | 栗本宏志       | 井上栄作       | 10月14日       |
| 3              | 祭りの夜に 亜美          | 小寺勝之        | 田中洋之       | 君塚勝教       | 10月21日       |
| 4              | ネックレスは誰に? 倫子   | クドーヒロキ    | 西本由紀夫     | 敷島博英       | 10月28日       |
| 5              | 誰にも言えない! ことみ   | 加瀬充子        | 阿宮正和       | 坂元大二郎     | 11月4日        |
| 6              | 純太はことみに何をした?  | 山内重保        | 牧野滋人       | 長野伸明       | 11月11日       |
| 7              | 私のすべてをあげたいの!  | 小寺勝之        | 野間吐晶       | 横田守         | 11月18日       |
| 8              | ずっとあなたがそばにいた | 山田徹          | 栗本宏志       | 井上栄作       | 11月25日       |
| 9              | その弾丸は竜二の胸に…    | 神戸守 小高義規 | 小高義規       | 古賀誠         | 12月2日        |
| 10             | アブナイ竜二の危ない能力 | クドーヒロキ    | 西本由紀夫     | 敷島博英       | 12月9日        |
| 11             | メガプレになっちゃダメ!! | 山内重保        | 牧野滋人       | 長野伸明       | 12月16日       |
| 12             | バイバイメガプレイボーイ | 林秀夫          | 小寺勝之       | 高橋久美子     | 12月23日       |
| OVA            |                          |                 |                |                |                |
| 1              | もう一つのタイムマシン   | 小寺勝之        | 田中洋之       | 君塚勝教       | -              |
| 2              | 100年後の忘れもの        | 加瀬充子        | 小高義規       | 長森佳容       | -              |
| 3              | ぼくはあなたを忘れない   | 阿部司          | 坂田純一       | 君塚勝教       | -              |

### 放送局
| 放送地域   | 放送局     | 放送期間                 | 放送日時           | 放送系列       |
| ---------- | ---------- | ------------------------ | ------------------ | -------------- |
| 関東広域圏 | 日本テレビ | 1994年10月7日 - 12月23日 | 金曜 17:30 - 18:00 | 日本テレビ系列 |
| 山形県     | 山形放送   | 不明                     | 不明               | 日本テレビ系列 |
| 新潟県     | テレビ新潟 | 不明                     | 不明               | 日本テレビ系列 |
| 石川県     | テレビ金沢 | 不明                     | 不明               | 日本テレビ系列 |

## 舞台
2004年1月28日から2月1日まで新宿スペース107にて全7公演が上演された。企画・制作はカプセル兵団。

### 出演者
- 桃生純太 - 田中精
- 葵かりん - 長沢美樹（劇団ヘロヘロQカムパニー）
- Myu（元氣プロジェクト）
- 北出浩二
- 吉川綾乃（ローレン）
- 吉久直志
- 今平有紀
- 友平かおり（ローレン）
- 日暮敏勝（happy）
- 永瀬麻帆（Meibi）
- あまち
- 奈良本一也（@スカブラ!）
- 平野めぐみ
- 吉岡ちほ（劇団ヘロヘロQカムパニー）
- 五十嵐勝平（楽屋プロジェクト）

### スタッフ（舞台）
- 原作：桂正和
- 脚本・構成・演出：吉久直志
- 舞台監督：さわまさし
- 照明：藤田典子
- 音響：田上篤志
- 後援：1242ニッポン放送
- 企画・制作：カプセル兵団

## 書誌情報
全て著者は桂正和、集英社発行。
1. 1993年12月2日刊行 ISBN 4-08-871756-2
2. 1994年4月4日刊行 ISBN 4-08-871757-0
3. 1994年7月4日刊行 ISBN 4-08-871758-9
4. 1994年10月4日刊行 ISBN 4-08-871759-7
5. 1995年2月3日刊行 ISBN 4-08-871760-0